# آرت ريج
آرت ريج (بالإنجليزية: Artrage)‏ هذا عبارة عن برنامج رسم للفن فقط ومرتبط أيضاً بالفنون الرسمية من عام 2003 إلى 2016.